# کلارن‌بیک
کلارن‌بیک (به هلندی: Klarenbeek) یک منطقهٔ مسکونی در هلند است که در آپلدورن واقع شده‌است. کلارن‌بیک ۳٬۵۰۰ نفر جمعیت دارد.